# Орден Труда Хорезмской Народной Советской Республики
 О́рден Труда Хорезмской народной советской Республики был учрежден властями Хорезмской народной советской республики в 1922 году.

## История
Ордена Труда Хорезмской Народной Социалистической Республики начали выдаваться с февраля 1922 г., всего было совершено около 100 награждений. В числе первых этим орденом был награждён В. И. Ленин. В октябре 1923 г., в связи с преобразованием республики в Хорезмскую Социалистическую Советскую, было принято решение об изменении вида ордена и его переименования в орден Трудового Красного Знамени ХССР. Новым орденом награждали с апреля по ноябрь 1924 г. Общее количество награждений новым орденом – не более 20.
Орден был сделан из чеканного серебра, на темно-синем фоне изображён золотой сноп пшеницы, а снизу первый герб Хорезмской республики — лопата и серп поверх стебля джугары.

## Награжденные
- В числе награждённых орденом В.И. Ленин, знак награды в настоящее время находится в Центральном музее В.И. Ленина[3].